# Alto Beni (municipio)
Alto Beni es un municipio de Bolivia ubicado en la región de los Yungas o subandina del departamento de La Paz. El municipio de Alto Beni es uno de los dos municipios que conforman la provincia de Caranavi. La capital del municipio es la localidad de Villa Unificada Caserío Nueve.  
Según el último censo boliviano de 2012 realizado por el Instituto Nacional de Estadística de Bolivia (INE), el municipio cuenta con una población de 11 194 habitantes y está situado a una altitud promedio de 1300 metros sobre el nivel del mar.
El municipio posee una extensión superficial de 1.032 km² y una densidad de población de 11,67 hab/km² (habitante por kilómetro cuadrado).

## Historia
Fue creado el 23 de diciembre de 2009 mediante la ley 4131. Su capital es Villa Unificada de la Comunidad Caserío Nueve y su territorio formaba parte del municipio (y provincia) de Caranavi. Está formado por 160 comunidades de las que 12 son poblaciones urbanas y el resto son comunidades, cooperativas y colonias. Fue fundado el 23 de diciembre de 2009.

## Geografía
El municipio de Alto Beni ocupa la parte norte de la provincia de Caranavi, en la parte central-este subandino en los yungas del departamento de La Paz. Limita al noroeste con el municipio de Teoponte en la provincia de Larecaja, al sureste con el municipio de Caranavi, al este con los municipios de Palos Blancos y La Asunta de la provincia de Sud Yungas.

## Demografía
De acuerdo con el censo boliviano de 2024, la población del municipio de Alto Beni es de 10 499 habitantes.
Desde 1992, la población del municipio de Alto Beni ha aumentado en un 37,2 %.
| Año  | Alto Beni | Villa Unificada Caserío Nueve | Fuente                  |
| ---- | --------- | ----------------------------- | ----------------------- |
| 1992 | 8 783     | -                             | Censo boliviano de 1992 |
| 2001 | 8 093     | -                             | Censo boliviano de 2001 |
| 2012 | 11 194    | 336                           | Censo boliviano de 2012 |
| 2021 | 10 499    | -                             | Censo boliviano de 2024 |